# Muzeum Wiejskie w Batorzu
Muzeum wsi w Batorzu – muzeum dawnego sprzętu rolniczego i domowego znajdujące się w miejscowości Batorz w powiecie janowskim. Muzeum ulokowane jest w starym budynku urzędu Gminy Batorz. W muzeum gromadzone są eksponaty obrazujące historię, kulturę, tradycję i obyczaje społeczności Batorza i okolic. 
Pierwsza ekspozycja powstała z inicjatywy Zdzisława Latosa w budynku szkoły w Batorzu w latach 60. XX wieku. Następnie w 1999 roku eksponaty muzeum zgromadzono w budynku Gminnego Ośrodka Kultury w Batorzu. Ostatecznie muzeum przeniesiono do budynku dawnej siedziby urzędu Gminy Batorz. Oficjalnego otwarcia dokonano 14 września 2008.